# Церовани
Церовани (груз. წეროვანი) — село в регионе Мцхета-Мтианети, в Мцхетском муниципалитете в Грузии, в 15 км от Тбилиси.
Село расположено на южной окраине Мухранской долины, ограниченной протянувшейся с востока на запад горной грядой, на южной стороне которой находится монастырь Шиомгвиме, а на северной — села Схал-таба, Горовани и Церовани. Восточнее села проходит Военно-грузинская дорога, южнее — шоссе Тбилиси-Хашури, часть Европейского маршрута Е60.
Согласно переписи населения 2014 года, в селе проживает 8191 человек.

## История
В 1981 году, после победы футбольного клуба «Динамо» Тбилиси в финале Кубка кубков УЕФА, здесь выделили землю и дома всем игрокам клуба. Футбольный клуб наладил связи с воспитанниками местного детского дома
На шоссе вблизи Церовани 17 сентября 2001 года погиб в автомобильной катастрофе футболист Давид Кипиани
В Церовани построен посёлок для грузин-беженцев из Южной Осетии после войны 2008 года, на 2015 год здесь жили 1954 семьи (6433 человека).
21 июня 2012 года в Церовани у себя на даче от сердечного приступа умер известный в прошлом футболист Рамаз Шенгелия.

## Достопримечательности
Троицкая церковь, датируется XI веком.

## Галерея

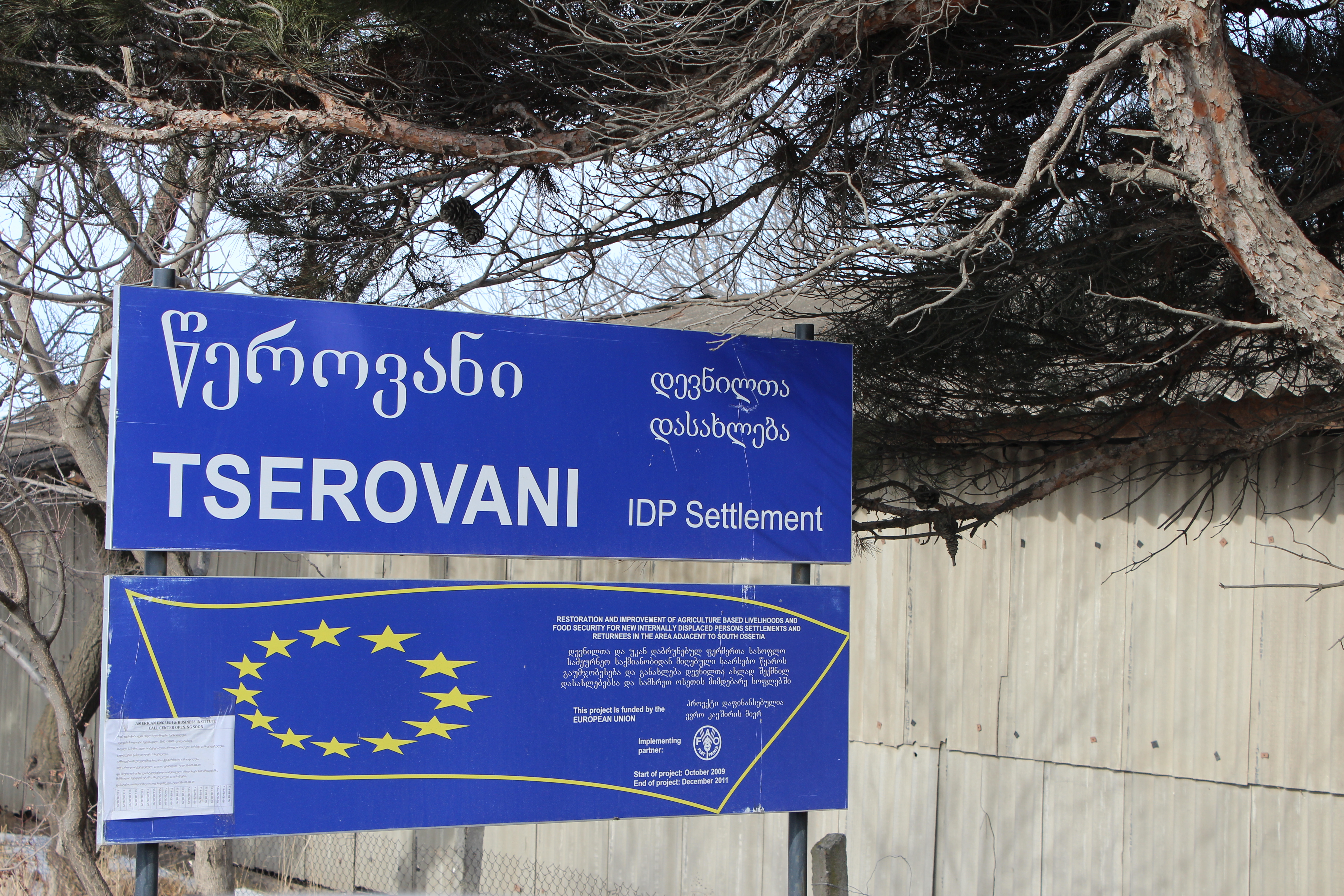
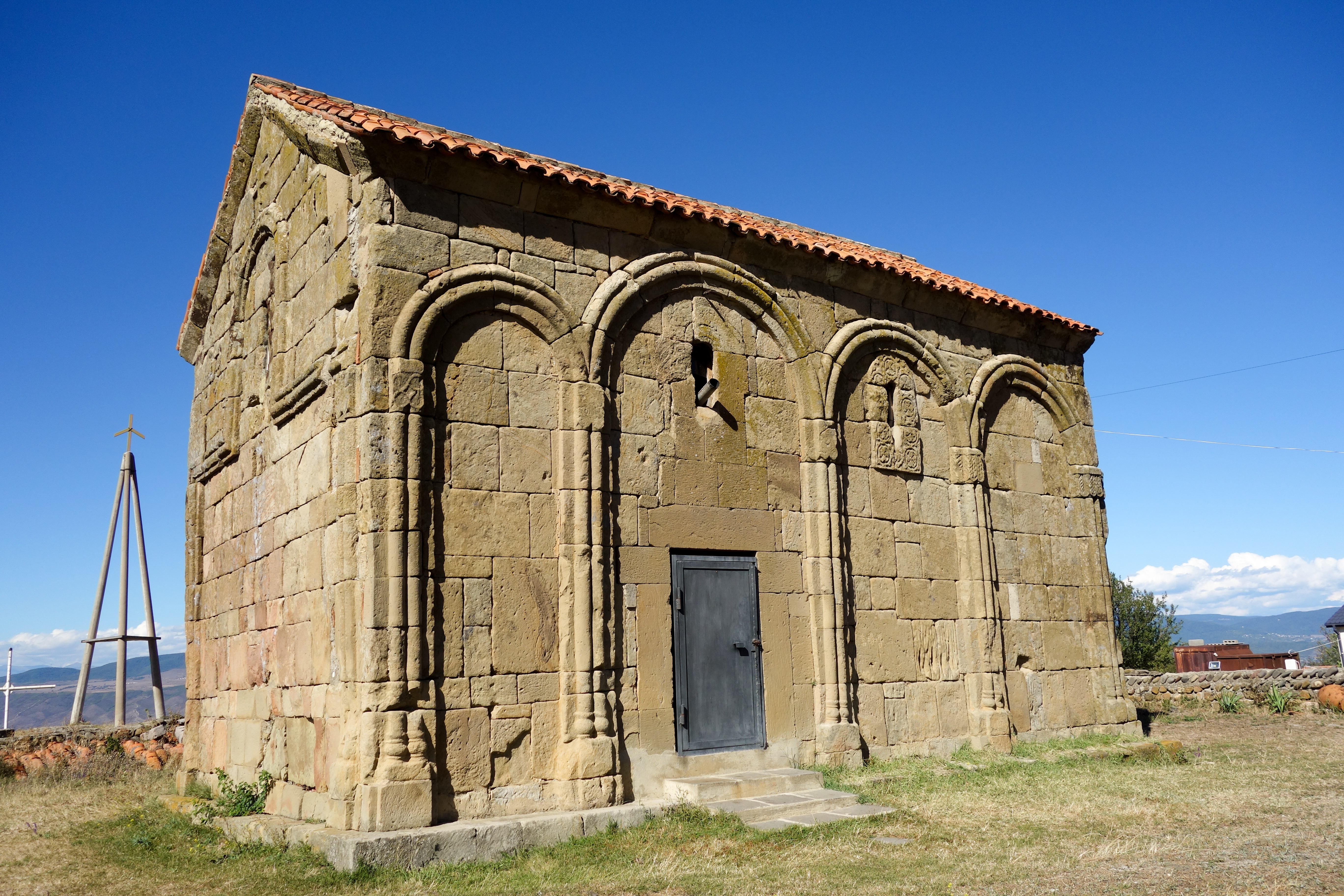
Троицкая церковь
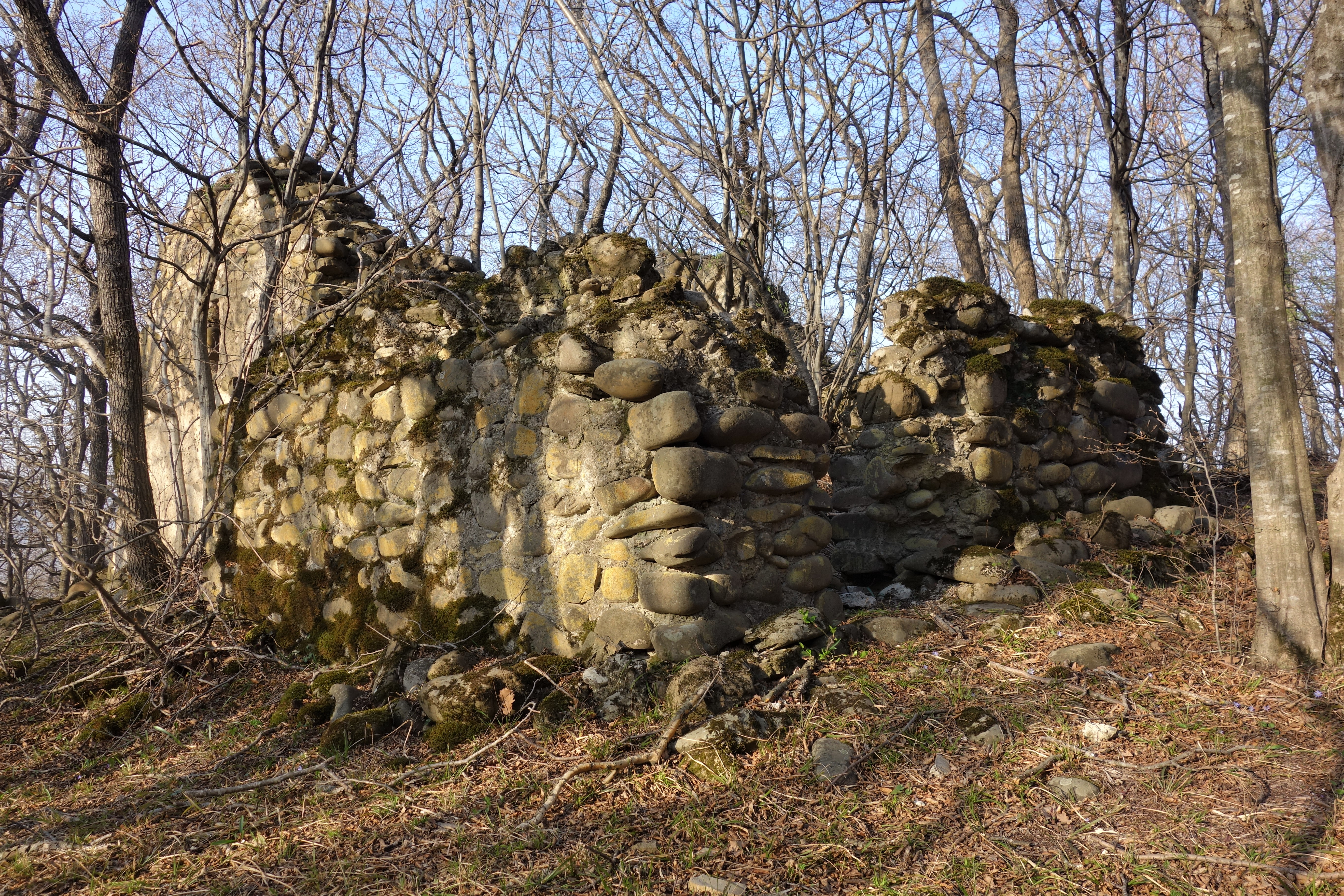
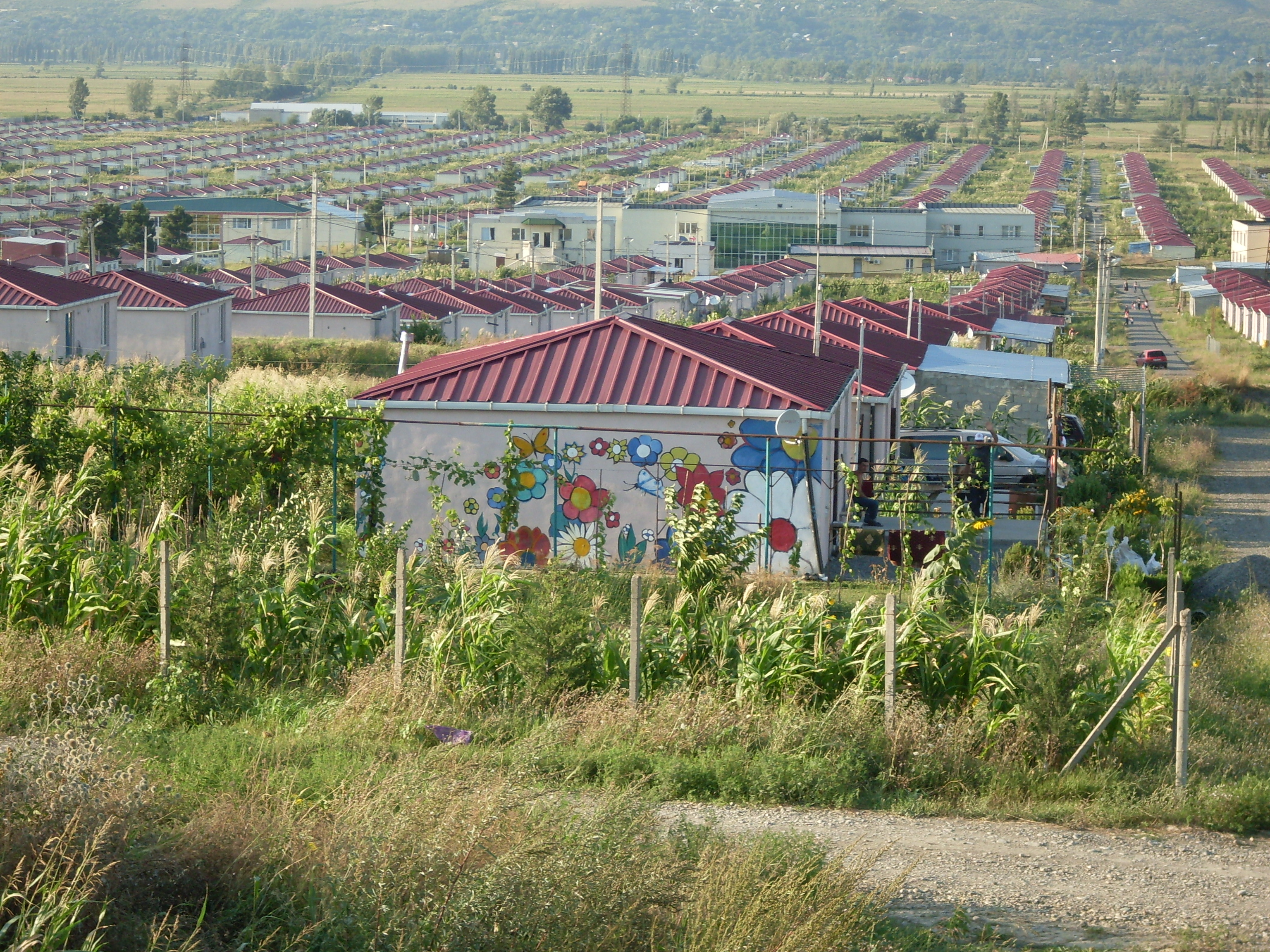
Посёлок беженцев